# Jan Křtitel Vaňhal
Jan Křtitel Vaňhal, psán také Johann Baptist Wanhal či dokonce van Hall (12. května 1739, Nechanice – 20. srpna 1813, Vídeň) byl český hudební skladatel druhé poloviny 18. století.

## Život
Jan Křtitel Vaňhal se narodil v rodině koláře Jana Vaňhala a již od raného dětství projevoval hudební nadání. První hudební vzdělání mu poskytl vesnický učitel a varhaník Kozák v Maršově. Poté se vzdělával pod vedením nechanického učitele Antonína Erbana ve hře na housle, klavír, varhany a ve zpěvu.
V 18 letech nastoupil jako varhaník do zámeckého kostela v Opočně a později přešel do Hněvčevse jako varhaník a ředitel kůru. V roce 1760 se o jeho nadání dozvěděla majitelka panství Nechanice hraběnka Schaffgotschová a vzala jej do Vídně, kde mu umožnila studium u předních hudebních pedagogů té doby. Kompozici ho zde učil Carl Ditters von Dittersdorf. Vaňhal se během pěti let stal jedním ze známých hudebníků Vídně. Získal si oblibu ve šlechtických kruzích a podařilo se mu též vykoupit z poddanství.
Baron Riesch mu roku 1769 umožnil dvouletý studijní pobyt v Itálii. V Benátkách poznal Christopha Willibalda Glucka. V Římě zkomponoval dvě opery na libreta Pietra Metastasia (Il triomfo di Clelia, Demofoonte), které tam také byly provedeny. Po návštěvě dalších italských měst (Bologna, Ferrara, Florencie, Neapol) se v roce 1771 vrátil do Vídně.
Po návratu mu baron Riesch vyjednal místo kapelníka v Drážďanech. Vaňhal však nabídku odmítl. Zápasil v té době s duševní chorobou. Psychickou rovnováhu poté hledal mj. na statcích hraběte Erdödye ve Varaždíně (jež dnes leží na území Chorvatska). Pro Varaždin zkomponoval oratorium Umučení Páně. Do Vídně se znovu vrátil až roku 1780. Získal si proslulost jako symfonik i jako skladatel chrámové a komorní hudby. Stal se také členem prestižního smyčcového kvarteta ve složení Karl Ditters von Dittersdorf – první housle, Joseph Haydn – druhé housle, Wolfgang Amadeus Mozart – viola a Vaňhal – violoncello.
V závěru života vyučoval hudbě a stal se vyhledávaným klavírním pedagogem. Jeho klavírní skladby patří dodnes mezi dobrý pedagogický materiál. Dále komponoval, avšak jeho dílo bylo zastíněno dílem slavnějších spoluhráčů z kvarteta. Některé jeho práce byly těmto slavnějším kolegům také připisovány. Vaňhal tak trpěl pocity méněcennosti a také dalšími návaly své duševní choroby, ve kterých řadu svých prací zničil.
Na místě, kde stával Vaňhalův rodný dům byla odhalena v roce 1998 pamětní deska.

## Dílo

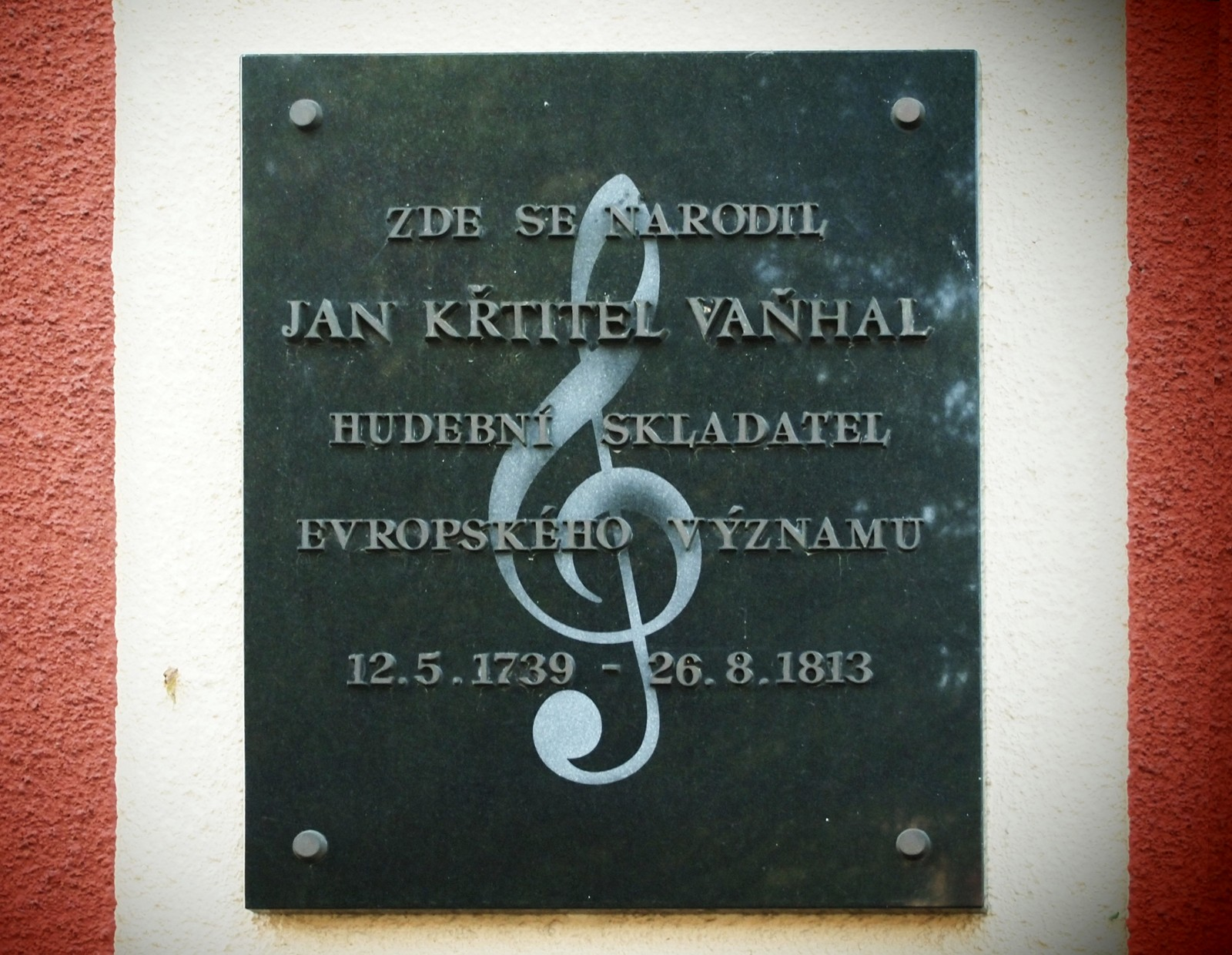
Pamětní deska na místě rodného domu v Pražské ul. v Nechanicích

Jan Křtitel Vaňhal napsal za svého života 73 symfonií a více než 100 smyčcových kvartetů, 58 mší a množství dalších hudebních skladeb, z nichž jsou obzvláště ceněny instrumentální koncerty (flétnový, violový, varhanní). Jeho dílo upadlo na čas v zapomenutí. Začalo být objevováno znovu ve 20. století, kdy počínaje rokem 1971 byly v Nechanicích založeny Vaňhalovy Nechanice – cyklus koncertů vážné hudby. Po několika letech však tato tradice zanikla pro slabou návštěvnost koncertů.

### Nástrojové koncerty
- Houslový koncert B-dur
- Violoncellový koncert A-dur
- Violoncellový koncert C-dur
- Koncert pro kontrabas a orchestr Es-dur
- Koncert pro dva fagoty a orchestr F-dur
- Koncert pro flétnu a orchestr č. 1
- Koncert pro flétnu a orchestr č. 2
- Koncert F-dur pro varhany a orchestr

### Klavírní skladby
- Klavírní kvartety op. 40
- Klavírní kvintety op. 12 (Sonates pour le clavecin, avec l'accompagnement des deux violons, viola et violoncelle (ad libitum))
- 6 fug pro varhany nebo klavír

### Komorní hudba
- Hobojové kvartety op. 7
- Smyčcové kvartety op. 4
- Tria op. 20
- Divertimento a tre (housle, viola, cembalo)
- Houslové sonáty op. 5

### Symfonie
Úplný katalog Vaňhalových symfonií zpracoval Paul Bryan, emeritní profesor Duke University (USA).
- Symphonie A-Dur (Bryan A9)
- Symphonie As-Dur (Bryan As1)
- Symphonie B-Dur (Bryan B3)
- Symphonie C-Dur (Bryan C3)
- Symphonie C-Dur (Comista, Bryan C11)
- Symphonie D-Dur (Bryan D2)
- Symphonie D-Dur (Bryan D4)
- Symphonie D-Dur (Bryan D17)
- Symphonie G-Dur (Bryan G6)
- Symphonie G-Dur (Bryan G8)
- Symphonie G-Dur (Bryan G11)
- Symphonie a-Moll (Bryan a2)
- Symphonie c-Moll (Bryan c2)
- Symphonie d-Moll (Bryan d1)
- Symphonie d-Moll (Bryan d2)
- Symphonie e-Moll (Bryan e1)
- Symphonie g-Moll (Bryan g1)
- Symphonie g-Moll (Bryan g2)

### Chrámová hudba
- 58 mší
- Pange Lingua (Wien)
- Credo
- Kyrie a Gloria
- 54 ofertorií
- 16 Salve Regina
- 10 litanií
- 14 motet
- Stabat Mater
- Te Deum
- Tantum ergo
- Pange Lingua

### Opery
- Il Demofoonte (libreto Pietro Metastasio, provedeno v Římě 1770, ztraceno)
- Il trionfo di Clelia (libreto Pietro Metastasio, Hoftheater München 1776, ztraceno)